# Barrio Chiquichuca
Barrio Chiquichuca är en ort i Mexiko.   Den ligger i kommunen Villa de Allende och delstaten Mexiko, i den södra delen av landet, 110 km väster om huvudstaden Mexico City. Barrio Chiquichuca ligger 2 245 meter över havet och antalet invånare är 1 322.
Terrängen runt Barrio Chiquichuca är kuperad åt sydost, men åt nordväst är den bergig. Terrängen runt Barrio Chiquichuca sluttar söderut. Runt Barrio Chiquichuca är det ganska tätbefolkat, med 100 invånare per kvadratkilometer. Närmaste större samhälle är Ixtapan del Oro, 8,5 km sydväst om Barrio Chiquichuca. I omgivningarna runt Barrio Chiquichuca växer huvudsakligen savannskog.